# Kirill Kotšegarov
Kirill Kotšegarov, né le 5 septembre 1986 à Tallinn en Estonie est un triathlète professionnel, vainqueur sur triathlon Ironman.

## Palmarès
Le tableau présente les résultats les plus significatifs (podium) obtenus sur le circuit national et international de triathlon depuis 2012,.
| Année | Compétition                           | Pays        | Position           | Temps           |
| ----- | ------------------------------------- | ----------- | ------------------ | --------------- |
| 2017  | Ironman Royaume-Uni                   | Royaume-Uni | Médaille de bronze | 8 h 48 min 16 s |
| 2016  | Ironman Royaume-Uni                   | Royaume-Uni | Médaille d'or      | 8 h 41 min 13 s |
| 2015  | Ironman Chattanooga                   | États-Unis  | Médaille d'or      | 8 h 8 min 32 s  |
| 2015  | Championnat d'Estonie                 | Estonie     | Médaille d'argent  | 1 h 50 min 57 s |
| 2014  | Ironman Royaume-Uni                   | Royaume-Uni | Médaille de bronze | 8 h 51 min 1 s  |
| 2014  | Championnat d'Estonie                 | Estonie     | Médaille d'or      | 1 h 56 min 9 s  |
| 2013  | Ironman Lanzarote                     | Espagne     | Médaille de bronze | 9 h 4 min 9 s   |
| 2013  | Championnat d'Estonie                 | Estonie     | Médaille d'or      | 1 h 47 min 26 s |
| 2012  | Championnat d'Estonie longue distance | Estonie     | Médaille d'or      | 4 h 10 min 57 s |
| 2012  | Championnat d'Estonie                 | Estonie     | Médaille d'argent  | 1 h 57 min 14 s |